# Eunice Kennedy Shriver
Eunice Mary Kennedy Shriver (Brookline, 10 luglio 1921 – Hyannis, 11 agosto 2009) era la quinta figlia di Joseph P. Kennedy e Rose Fitzgerald, e sorella di John Fitzgerald Kennedy.

## Biografia
Il 23 maggio 1953 ha sposato Robert Sargent Shriver, che fu Ambasciatore degli Stati Uniti d'America in Francia dal 1968 al 1970 e candidato alla Vice Presidenza per il Partito Democratico alle Elezioni presidenziali statunitensi del 1972. È fondatrice di Special Olympics, programma sportivo internazionale dedicato agli atleti con disabilità intellettiva. È morta l'11 agosto 2009, due settimane esatte prima del fratello Ted.

## Figli
Da Robert, Eunice ha avuto cinque figli:
- Robert Sargent Shriver III (28 aprile 1954)
- Maria Owings Shriver (6 novembre 1955), sposata all'attore e poi Governatore della California Arnold Schwarzenegger
- Timothy Perry Shriver (29 agosto 1959)
- Mark Kennedy Shriver (17 febbraio 1964)
- Anthony Paul Kennedy Shriver (20 luglio 1965).